# DeSoto Airflow
De DeSoto Airflow was een automodel van automerk DeSoto, onderdeel van Chrysler, dat van 1934 tot 1936 verkocht werd. DeSoto kreeg de revolutionaire Airflow-stijl over van Chrysler toen het merk hoger gepositioneerd werd.

## Geschiedenis
In 1934, in volle economische crisis, bracht Chrysler een nieuw revolutionair automodel uit dat sinds 1928 in ontwikkeling was geweest. Walter P. Chrysler was ervan overtuigd dat in het aerodynamische ontwerp van die auto, dat het resultaat was van vele testen in de windtunnel, de toekomst van de automobiel lag.
De auto werd gebouwd als de Chrysler Airflow en de kortere goedkopere DeSoto Airflow. Het koperspubliek was echter niet klaar voor radicale vernieuwingen in tijden van crisis en op commercieel vlak faalde het model. Dit tot de grote verrassing van Walter P. Chrysler. Voor DeSoto was de Airflow destijds het enige model en dus kwam het merk hierdoor in de problemen. In 1936 werd het model geschrapt en vervangen door de traditionelere Airstream. Chrysler zelf kon nog terugvallen op een meer traditioneel model en bleef haar Airflow tot 1937 bouwen. Desondanks is de Airflow een van de meest invloedrijke auto's uit de jaren dertig geworden.

## Ontwerp
De Airflow was de eerste auto die met aerodynamica in het achterhoofd werd ontworpen en was dan ook een radicale vernieuwing in de auto-industrie. Zo was de traditionele middengeplaatste radiator met ornament vervangen door een breed radiatorrooster. De koplampen, traditioneel losstaand naast de radiator gemonteerd, werden zijlings van het radiatorrooster ingewerkt. De vlakke voorruit werd in tweeën gesplitst en beide delen vormden een hoek om de luchtstroom te begeleiden. De wielkasten vormden een mooie boog om de wielen en de achterwielen werden volledig ingekast. Al die rondingen moesten een vlotte luchtstroming tewerkstellen en zorgden zo voor betere performantie met een lager verbruik en een stiller interieur.

## Technisch
De Airflow kreeg een monocoque-frame mee waardoor de inzittenden niet langer bovenop maar ín de auto zaten. Het frame was ook veel stijver en zorgde voor een betere gewichtsverdeling. De 6-in-lijnmotor werd deels voor de vooras geplaatst wat voor een ruimer interieur zorgde. Uit testen bleek dat het frame veiliger was dan dat van andere auto's uit die tijd, maar toch ontstond het gerucht dat de Airflow onveilig was. Zelfs een reclamefilm waarin een exemplaar van een 35m hoge klif werd geduwd, weer rechtgezet en, weliswaar beschadigd, wegreed kon daar niet veel aan veranderen.

## Verkoopcijfers
- 1934: 13.940
- 1935: 6797
- 1936: 5000
- Totaal: 25.737